# Небогатово
Небогатово — деревня в Можайском районе Московской области в составе Порецкого сельского поселения. На 2010 год, по данным Всероссийской переписи 2010 года, постоянного населения не зафиксировано. До 2006 года Небогатово входило в состав Синичинского сельского округа.
Деревня расположена на западе района, среди лесов, примерно в 11 км к северу от Уваровки, у истока безымянного правого притока Москва-реки, высота центра над уровнем моря 217 м. Ближайший населённый пункт — Синичино в 1,5 км на юг.